# Pasco (Washington)
Pasco je grad u američkoj saveznoj državi Washington. Prema popisu stanovništva iz 2010. u njemu je živjelo 59.781 stanovnika.